# Parkhof

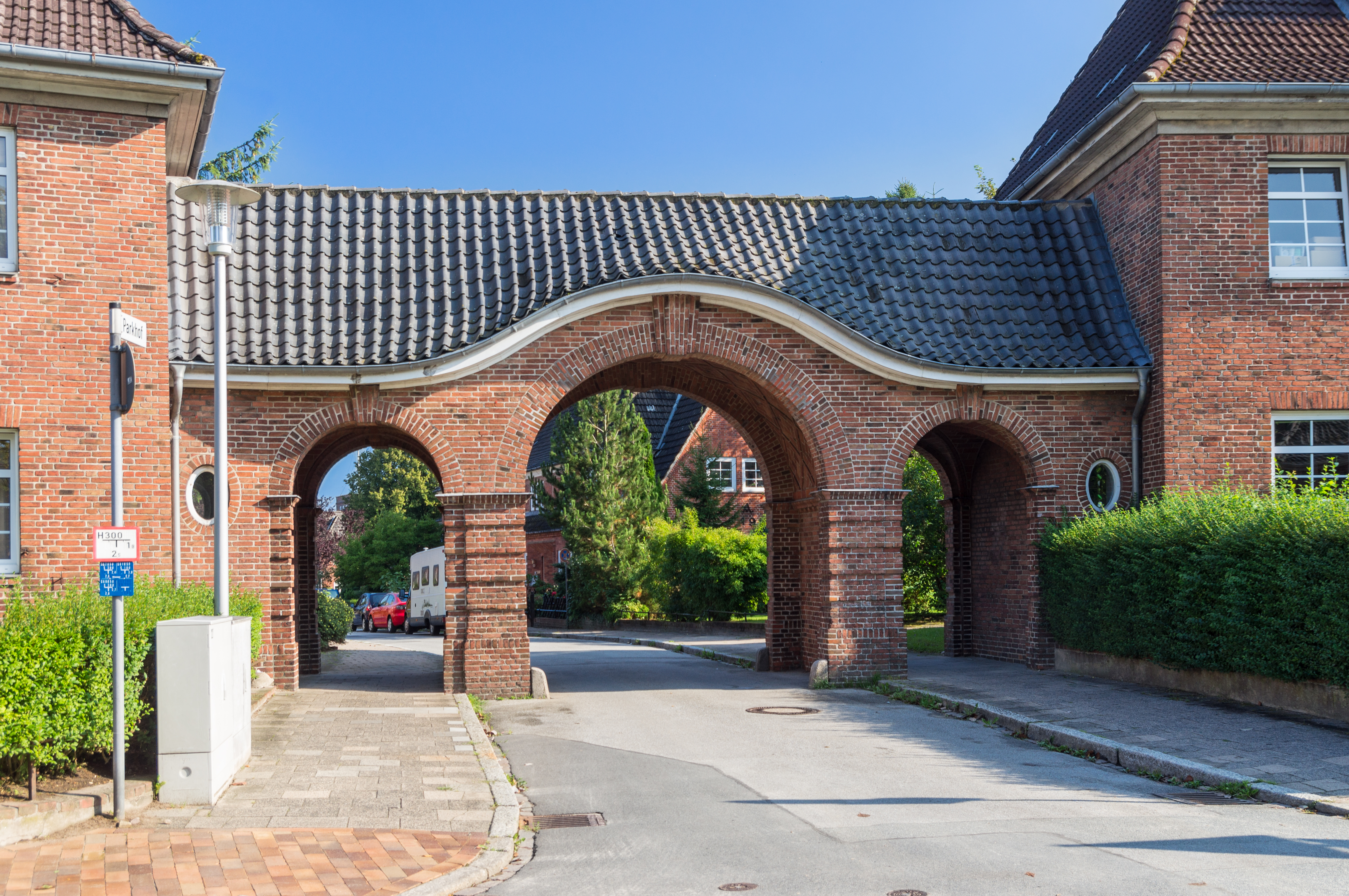
Eingangstor vom Parkhof

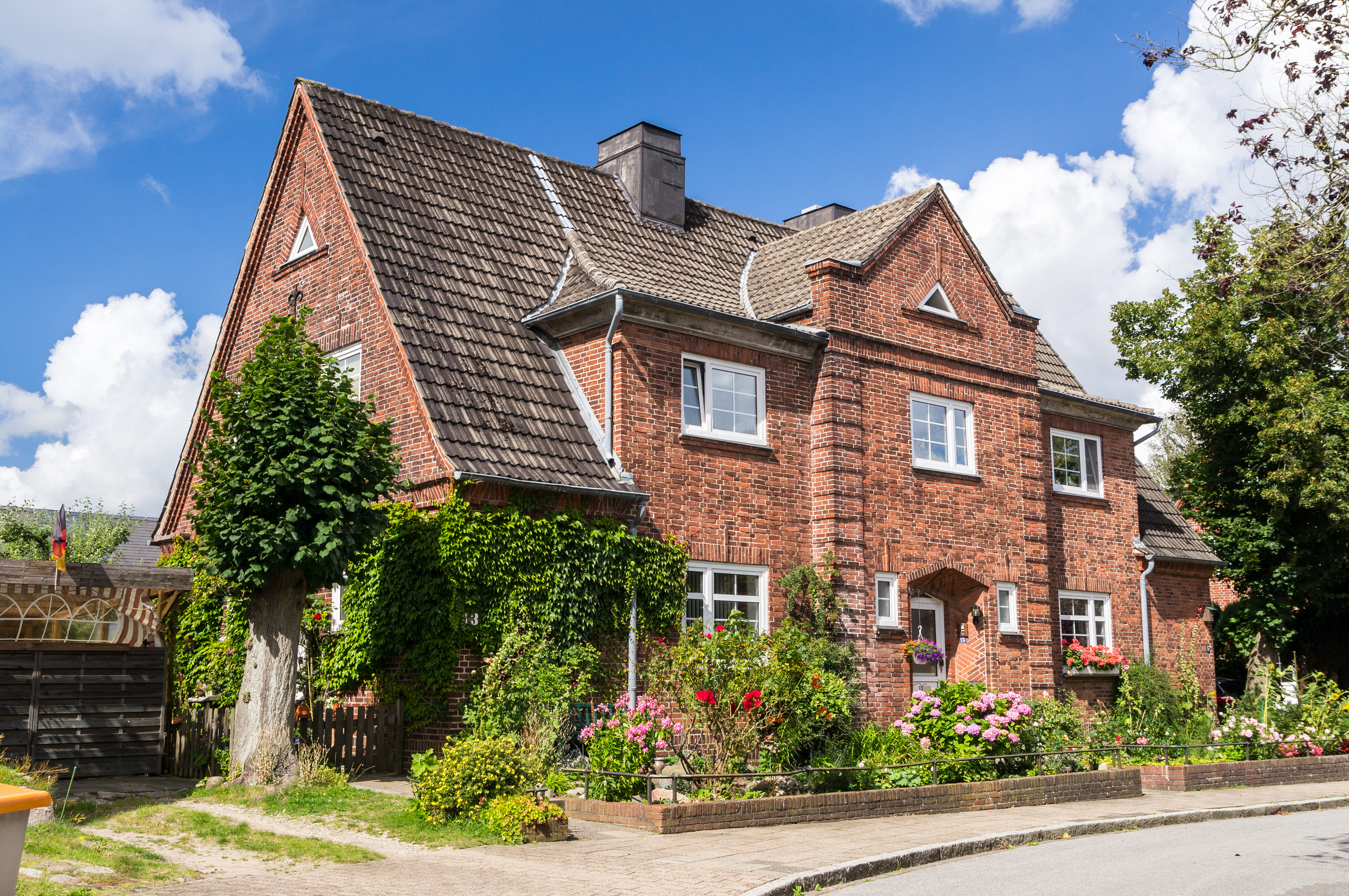
Eines der Häuser des Parkhofes

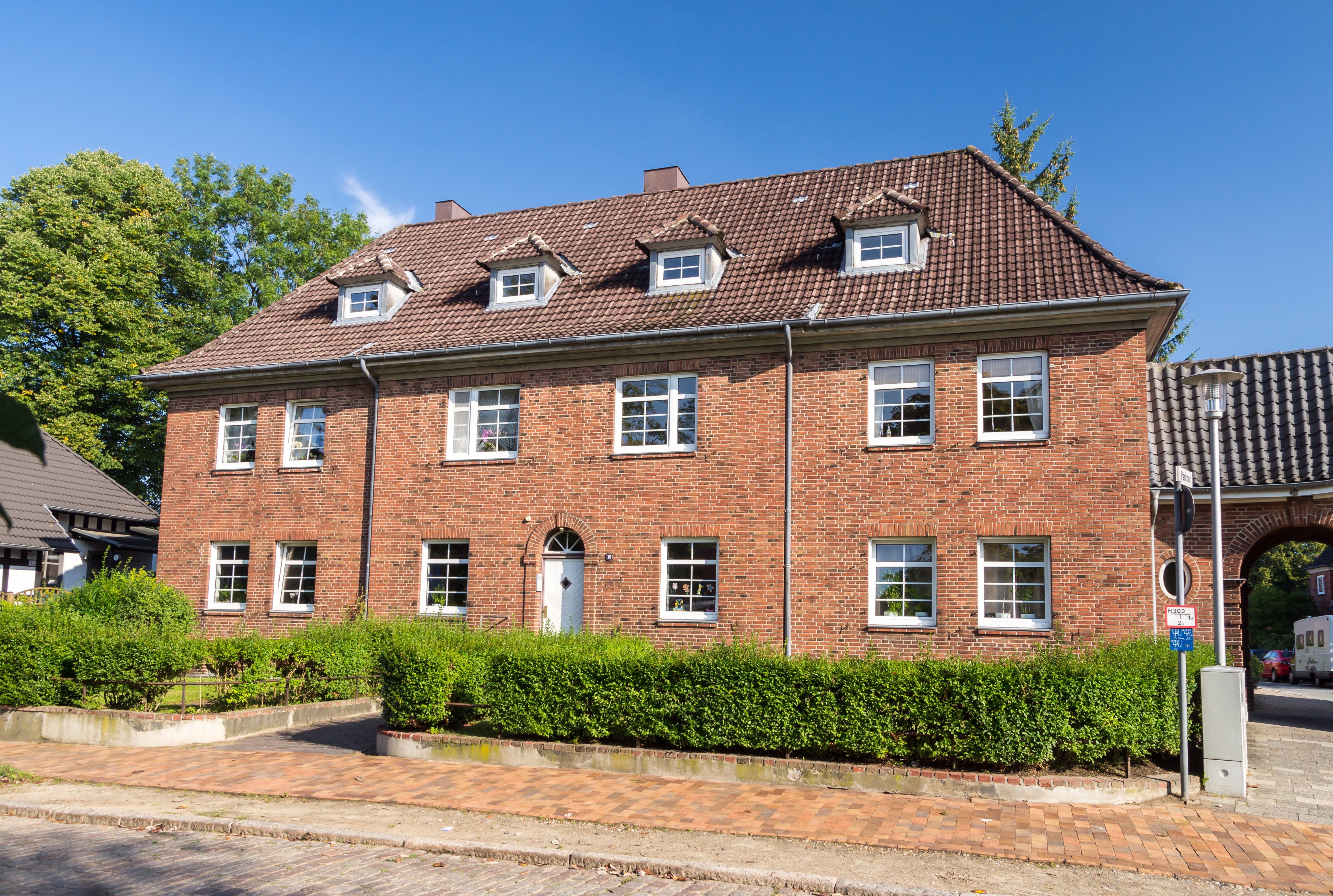
Eines der Vorderhäuser des Parkhofes in der Swinemünder Straße

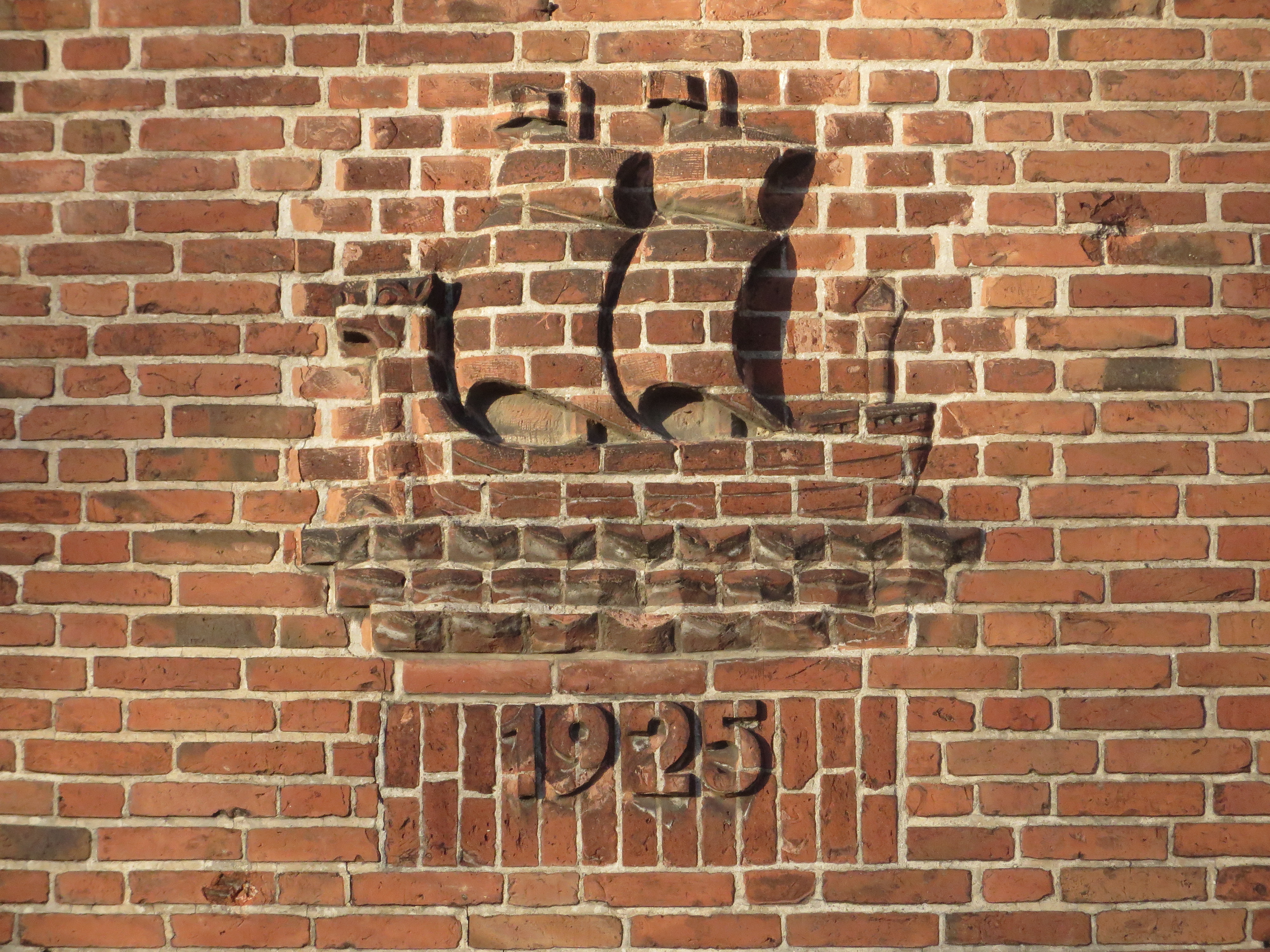
Backsteinrelief eines Wikingerschiffes in der Swinemünder Straße 8

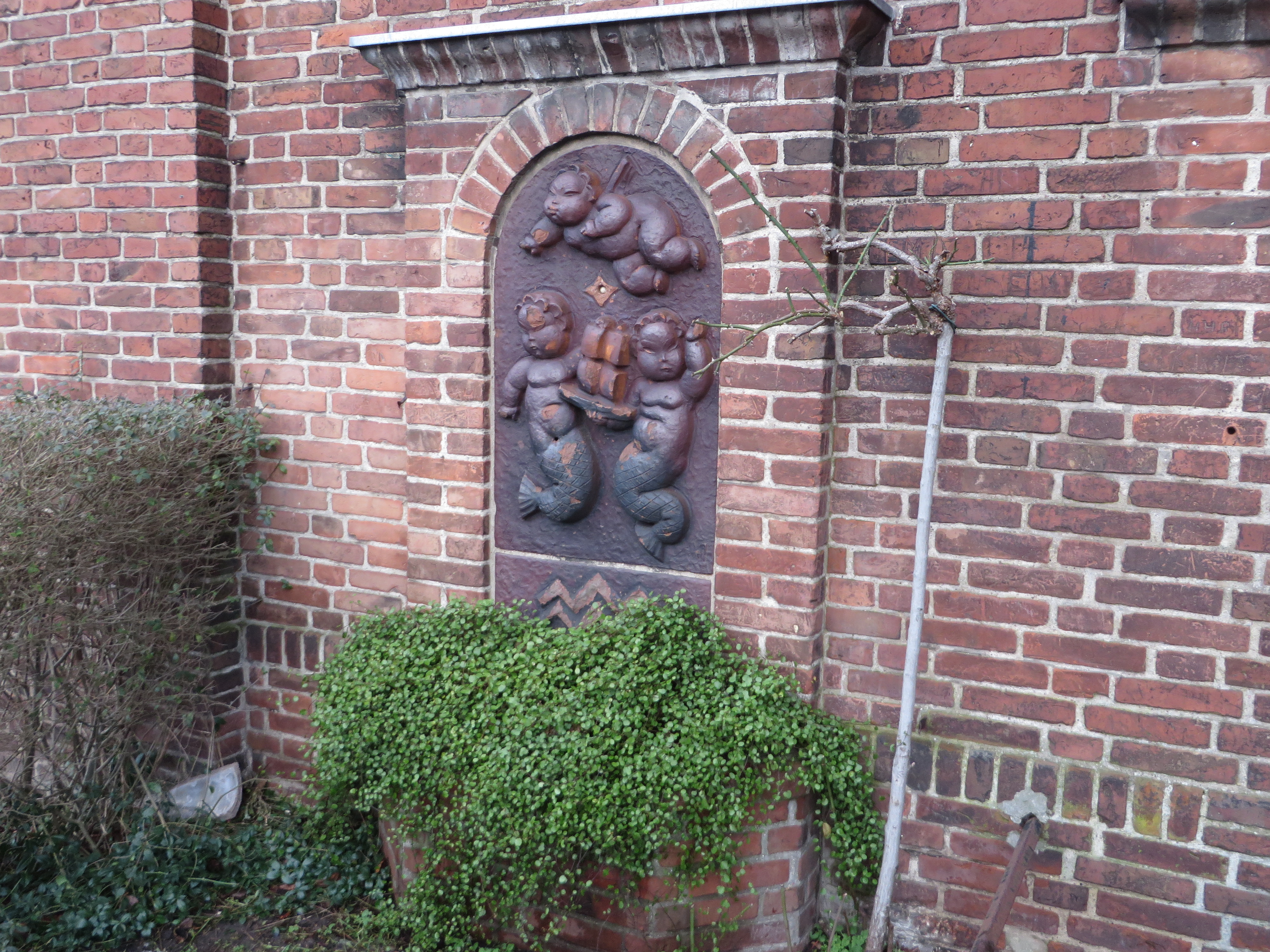
Wandbrunnen beim Parkhof, Swinemünder Straße 8

Der Parkhof (dänisch Parkgården) ist ein Wohnhof in Flensburg und stellt ein Kulturdenkmal des Stadtteils Mürwik dar. Der Hof entstand in den Jahren 1925 bis 1928 beim dortigen Marinestützpunkt Flensburg-Mürwik (dem Stadtbezirk Stützpunkt). Das Wohnquartier ist im Stil der Heimatschutzarchitektur angelegt und zeichnet sich durch seine einheitliche architektonische Formensprache aus.

## Geschichte
In derselben Zeit wie der Parkhof entstanden auch die Wohnungsbauten für Marineangehörige an der Kelmstraße (vgl. auch Wohnhaus Fördestraße 1), die jeweils als Dienstwohnungen für Offiziere und Unteroffiziere des Stützpunktes dienen sollten, auf dem sich damals ausschließlich Institutionen und Einheiten der Reichsmarine befanden. Doch schon nach dem Zweiten Weltkrieg waren die Häuser des Parkhofes von Zivilisten bewohnt.
Der Hof erhielt aber erst rund 20 Jahre nach Fertigstellung, am 28. März 1947, seinen Namen. Der Name des Parkhofs bezieht sich nicht auf dessen angelegte Grünanlagen, sondern auf den Mürwiker Park des Kaufmanns Heinrich Göttigs, der sich bei der Swinemünder Straße befand. Das eigentliche Erbe des Parks übernahm der nahegelegene Volkspark. Die anliegende Parkstraße benannte die Stadt am 8. Dezember 1955 in Swinemünder Straße um, nach der Stadt Swinemünde, für die Flensburg die Patenschaft übernahm. Bis in die heutige Zeit ist der Parkhof zivil bewohnt.

## Architektur
Die im Heimatschutzstil errichtete Siedlung entstand nach Plänen des Architekten Karl Bernt sowie zu einem Großteil wohl auch nach Plänen des Architekten Karl Frehse. Die Häuser der Swinemünder Straße bilden die Vorderfront des Parkhofes, sind also Teil des Ensembles. Das Keramikrelief des Wandbrunnens bei der Swinemünder Straße 8 stammt von Fritz Theilmann, der auch die Keramikreliefs des Wohnhaus Fördestraße 1 geschaffen hat. Die Häuser im Hof zeichnen sich durch eine villenartige Gestalt aus. Inmitten des Hofes befinden sich eine Grünfläche sowie einige Parkplätze. Eine besonders prachtvolle Wirkung entfaltet der Querbau am Ende des Parkhofes, in dem eine Toranlage eingebettet ist, die Ähnlichkeit zum Zugangstor des Parkhofs zeigt. Im Parkhof selbst finden sich weitere Keramiken von Fritz Theilmann.

## Umliegende Bebauung
Neben dem Parkhof, in der benachbarten Swinemünder Straße 12, befindet sich das Funk- und Telegraphenhaus (Flensburg-Mürwik). Nördlich und westlich des Parkhofes liegt das Gelände der Außenstelle des Ausbildungszentrums CIR. Hinter den Parkhofgebäuden auf der Westseite liegt ein sehr langes Gebäude, die Exerzierhalle beziehungsweise Morsehalle (vgl. Torpedostation), das einzige Gebäude des Stützpunktes, das aus dessen Anfangszeit baulich fast unverändert erhalten blieb. Östlich an der Swinemünder Straße befindet sich ein ebenfalls aufwendiger gestaltetes Gebäude und nordöstlich der Mürwiker Truppenmannschaftsbunker aus der Zeit des Zweiten Weltkrieges, auf dessen Dach seit dem Jahr 2009 ein Penthouse ruht. Das Penthouse mit seinem Bunker gilt als eines der skurrilsten Häuser Deutschlands. Südöstlich des Parkhofes liegt das alte Zentrum Mürwiks, Klosterholz.